# 巴勒斯坦安全署
巴勒斯坦安全署（阿拉伯语:خدمات الأمن الفلسطينية）是巴勒斯坦国的执法部队和情报机构。它们由多个机构组成，特别是安全部队和警察。巴勒斯坦自治政府主席是巴勒斯坦安全部门总司令。